# 卡拉瓦喬主義者

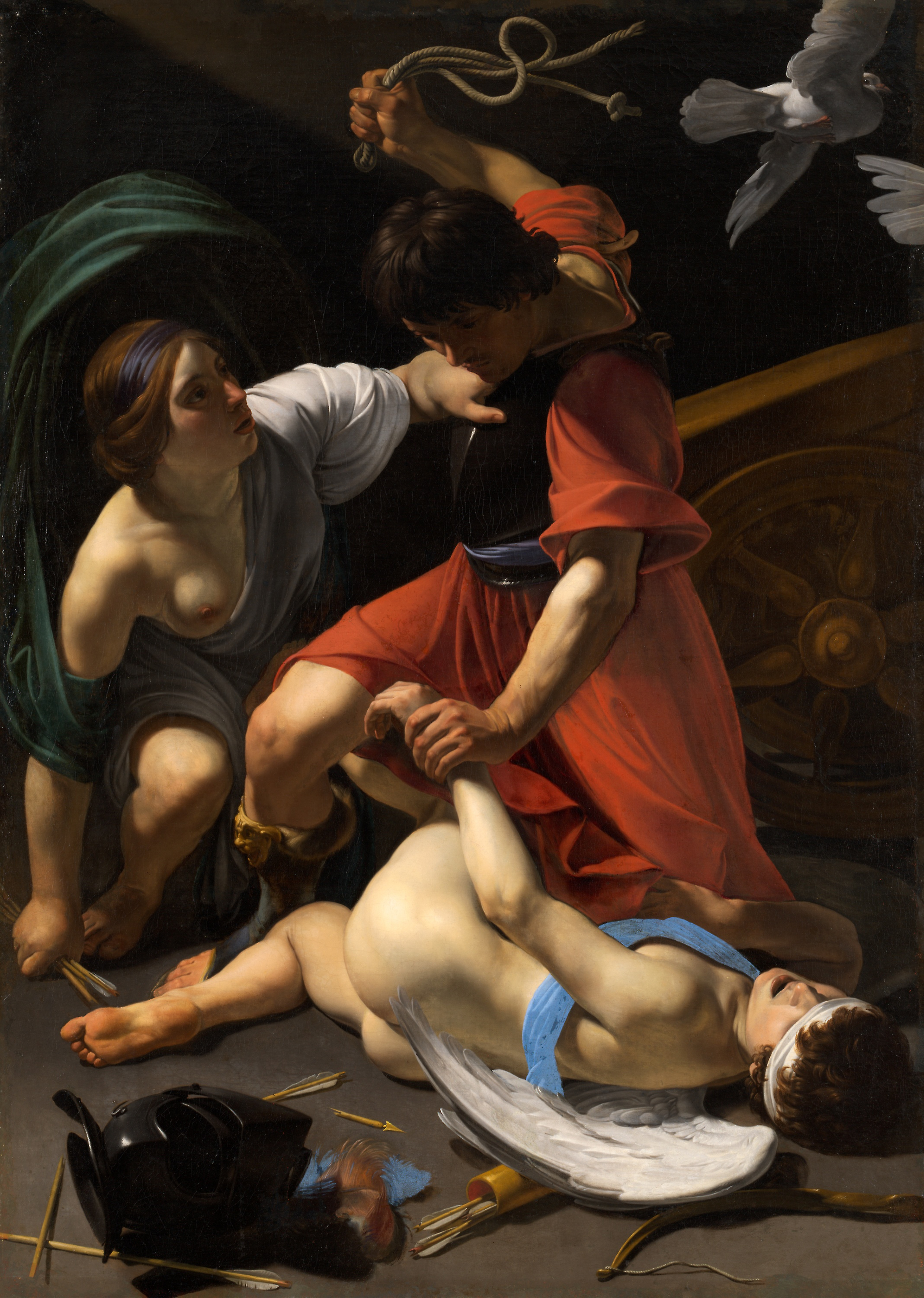
《瑪爾斯懲罰丘比特》，巴爾托洛梅奧·曼弗雷迪，1605-1610

卡拉瓦喬主義者（義大利語：Caravaggismo）指的是追隨16世紀意大利巴洛克畫家卡拉瓦喬畫風的一批藝術家。雖然卡拉瓦喬對巴洛克藝術的發展及壯大有著不可忽視的重要影響，但實際上卡拉瓦喬本人從沒有建立過工作室，也沒有提出過一套完整的“主義”，甚至當時根本沒有一個固定的學派來研究他的技藝，現在所有關於卡拉瓦喬的學術理論都是後人推測出來的。儘管如此，從魯本斯、里貝拉、貝爾尼尼和倫勃朗的作品上還是可以明顯看出卡拉瓦喬的影響。
卡拉瓦喬在世時非常有名，但去世後不久就迅速被大眾遺忘了。直到20世紀人們才開始重新發掘並發現他對西方藝術的貢獻。伯納德·貝倫森曾說：“除去米開朗基羅，沒有任何一位意大利藝術家有他這樣的影響力”。

## 外部連結
- Figures of reality. French Caravaggisti, Georges de La Tour, the Le Nain brothers （页面存档备份，存于）
- Cleaning of Caravaggisti paintings confirms attributions （页面存档备份，存于）
- Orazio and Artemisia Gentileschi（页面存档备份，存于）, a fully digitized exhibition catalog from The Metropolitan Museum of Art Libraries, which contains material on Caravaggisti (see index)
- Zurbarán （页面存档备份，存于）, an exhibition catalog from The Metropolitan Museum of Art (fully available online as PDF), which contains material on Caravaggisti (see index)
- Jusepe de Ribera, 1591-1652（页面存档备份，存于）, an exhibition catalog from The Metropolitan Museum of Art (fully available online as PDF), which contains material on Caravaggisti (see index)